# 1979년 오리콘 1위 싱글 목록
일본에서 한 주간 가장 많이 팔린 싱글은 오리콘 주간 차트에 실리며, 이 차트는 오리콘이 발행하는 잡지 《오리스타》에 개제된다. 판매량은 한 주 동안의 각 싱글의 판매량을 기준으로 오리콘이 종합한다.

## 차트 기록
| 발행일    | 싱글                                   | 가수            | 참고                                 |
| --------- | -------------------------------------- | --------------- | ------------------------------------ |
| 1월 1일   | 「カメレオン・アーミー」               | 핑크 레이디     |                                      |
| 1월 8일   | (미발표)                               | (미발표)        |                                      |
| 1월 15일  | 「カメレオン・アーミー」               | 핑크 레이디     |                                      |
| 1월 22일  | 「カメレオン・アーミー」               | 핑크 레이디     |                                      |
| 1월 29일  | 「チャンピオン」                       | 아리스          | 4주 연속, 1979년 2월 1위             |
| 2월 5일   | 「チャンピオン」                       | 아리스          | 4주 연속, 1979년 2월 1위             |
| 2월 12일  | 「チャンピオン」                       | 아리스          | 4주 연속, 1979년 2월 1위             |
| 2월 19일  | 「チャンピオン」                       | 아리스          | 4주 연속, 1979년 2월 1위             |
| 2월 26일  | 「HERO（ヒーローになる時、それは今）」 | 카이밴드        | 2주 연속                             |
| 3월 5일   | 「HERO（ヒーローになる時、それは今）」 | 카이밴드        | 2주 연속                             |
| 3월 12일  | 「YOUNG MAN (Y.M.C.A.)」               | 사이죠 히데키   | 5주 연속, 1979년 3월·4월 1위         |
| 3월 19일  | 「YOUNG MAN (Y.M.C.A.)」               | 사이죠 히데키   | 5주 연속, 1979년 3월·4월 1위         |
| 3월 26일  | 「YOUNG MAN (Y.M.C.A.)」               | 사이죠 히데키   | 5주 연속, 1979년 3월·4월 1위         |
| 4월 2일   | 「YOUNG MAN (Y.M.C.A.)」               | 사이죠 히데키   | 5주 연속, 1979년 3월·4월 1위         |
| 4월 9일   | 「YOUNG MAN (Y.M.C.A.)」               | 사이죠 히데키   | 5주 연속, 1979년 3월·4월 1위         |
| 4월 16일  | 「魅せられて」                         | 주디 온그       | 9주 연속, 1979년 5월·6월 1위         |
| 4월 23일  | 「魅せられて」                         | 주디 온그       | 9주 연속, 1979년 5월·6월 1위         |
| 4월 30일  | 「魅せられて」                         | 주디 온그       | 9주 연속, 1979년 5월·6월 1위         |
| 5월 7일   | 「魅せられて」                         | 주디 온그       | 9주 연속, 1979년 5월·6월 1위         |
| 5월 14일  | 「魅せられて」                         | 주디 온그       | 9주 연속, 1979년 5월·6월 1위         |
| 5월 21일  | 「魅せられて」                         | 주디 온그       | 9주 연속, 1979년 5월·6월 1위         |
| 5월 28일  | 「魅せられて」                         | 주디 온그       | 9주 연속, 1979년 5월·6월 1위         |
| 6월 4일   | 「魅せられて」                         | 주디 온그       | 9주 연속, 1979년 5월·6월 1위         |
| 6월 11일  | 「魅せられて」                         | 주디 온그       | 9주 연속, 1979년 5월·6월 1위         |
| 6월 18일  | 「きみの朝」                           | 키시다 사토시   | 5주 연속, 1979년 7월 1위             |
| 6월 25일  | 「きみの朝」                           | 키시다 사토시   | 5주 연속, 1979년 7월 1위             |
| 7월 2일   | 「きみの朝」                           | 키시다 사토시   | 5주 연속, 1979년 7월 1위             |
| 7월 9일   | 「きみの朝」                           | 키시다 사토시   | 5주 연속, 1979년 7월 1위             |
| 7월 16일  | 「きみの朝」                           | 키시다 사토시   | 5주 연속, 1979년 7월 1위             |
| 7월 23일  | 「おもいで酒」                         | 고바야시 사치코 |                                      |
| 7월 30일  | 「関白宣言」                           | 사다 마사시     | 10주 연속, 1979년 8월·9월 1위        |
| 8월 6일   | 「関白宣言」                           | 사다 마사시     | 10주 연속, 1979년 8월·9월 1위        |
| 8월 13일  | 「関白宣言」                           | 사다 마사시     | 10주 연속, 1979년 8월·9월 1위        |
| 8월 20일  | 「関白宣言」                           | 사다 마사시     | 10주 연속, 1979년 8월·9월 1위        |
| 8월 27일  | 「関白宣言」                           | 사다 마사시     | 10주 연속, 1979년 8월·9월 1위        |
| 9월 3일   | 「関白宣言」                           | 사다 마사시     | 10주 연속, 1979년 8월·9월 1위        |
| 9월 10일  | 「関白宣言」                           | 사다 마사시     | 10주 연속, 1979년 8월·9월 1위        |
| 9월 17일  | 「関白宣言」                           | 사다 마사시     | 10주 연속, 1979년 8월·9월 1위        |
| 9월 24일  | 「関白宣言」                           | 사다 마사시     | 10주 연속, 1979년 8월·9월 1위        |
| 10월 1일  | 「関白宣言」                           | 사다 마사시     | 10주 연속, 1979년 8월·9월 1위        |
| 10월 8일  | 「セクシャルバイオレットNo.1」         | 쿠와나 마사히로 | 3주 연속, 1979년 10월 1위            |
| 10월 15일 | 「セクシャルバイオレットNo.1」         | 쿠와나 마사히로 | 3주 연속, 1979년 10월 1위            |
| 10월 22일 | 「セクシャルバイオレットNo.1」         | 쿠와나 마사히로 | 3주 연속, 1979년 10월 1위            |
| 10월 29일 | 「親父の一番長い日」                   | 사다 마사시     | 6주 연속, 1979년 11월 1위            |
| 11월 5일  | 「親父の一番長い日」                   | 사다 마사시     | 6주 연속, 1979년 11월 1위            |
| 11월 12일 | 「親父の一番長い日」                   | 사다 마사시     | 6주 연속, 1979년 11월 1위            |
| 11월 19일 | 「親父の一番長い日」                   | 사다 마사시     | 6주 연속, 1979년 11월 1위            |
| 11월 26일 | 「親父の一番長い日」                   | 사다 마사시     | 6주 연속, 1979년 11월 1위            |
| 12월 3일  | 「親父の一番長い日」                   | 사다 마사시     | 6주 연속, 1979년 11월 1위            |
| 12월 10일 | 「異邦人 -シルクロードのテーマ-」      | 쿠보타 사키     | 4주 연속, 1979년 12월·1980년 1월 1위 |
| 12월 17일 | 「異邦人 -シルクロードのテーマ-」      | 쿠보타 사키     | 4주 연속, 1979년 12월·1980년 1월 1위 |
| 12월 24일 | 「異邦人 -シルクロードのテーマ-」      | 쿠보타 사키     | 4주 연속, 1979년 12월·1980년 1월 1위 |
| 12월 31일 | 「異邦人 -シルクロードのテーマ-」      | 쿠보타 사키     | 4주 연속, 1979년 12월·1980년 1월 1위 |

## 특이사항
- 1979년 1위 곡은 아츠미 지로의 「夢追い酒」이다. (주간 순위 2위)

## 연간 TOP 10
※ 집계: 1978년 12월 4일 - 1979년 11월 26일
- 1위: 아츠미 지로 「夢追い酒」
- 2위: 주디 온그 「魅せられて」
- 3위: 고바야시 사치코 「おもいで酒」
- 4위: 사다 마사시 「関白宣言」
- 5위: 센 마사오 「北国の春」
- 6위: 고다이고 「ガンダーラ」
- 7위: 사이죠 히데키 「YOUNG MAN (Y.M.C.A.)」
- 8위: 아리스 「チャンピオン」
- 9위: 마키무라 미에코 「みちづれ」
- 10위: 핑크 레이디 「カメレオン・アーミー」